# Himalayatörnskata
Himalayatörnskata (Lanius tephronotus) är en asiatisk fågel i familjen törnskator inom ordningen tättingar.

## Utseende
Himalayatörnskatan är en rätt liten och långstjärtad törnskata med en kroppslängd på 21-23 cm. Adulta fågeln har mörkgrå ovansida, utan inslag av rostrött på skapularer och övre delen av ryggen som liknande rostgumpad törnskata. Den saknar oftast till skillnad från många andra arter i släktet en vit handbasfläck. Ungfågeln är kallt grå ovan.

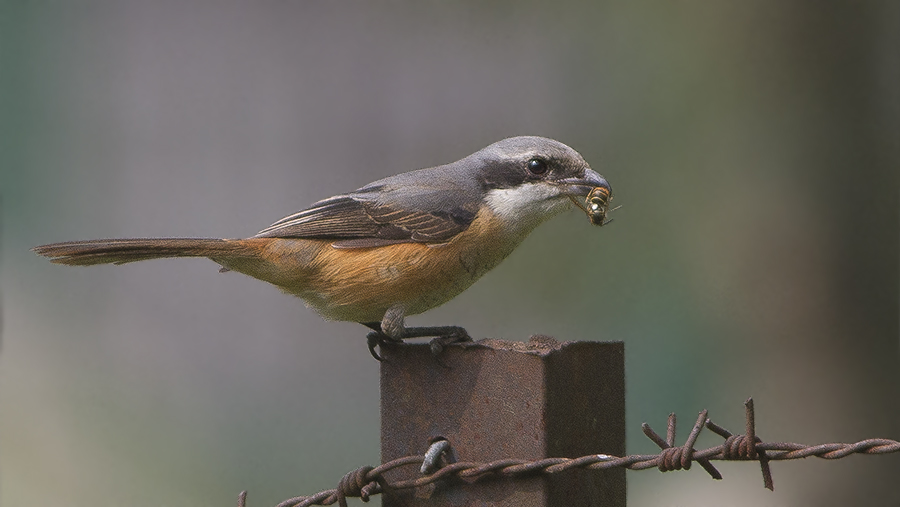

## Läten
Sången är melodisk och varierande, bestående av en serie med både sträva och visslande toner samt härmningar från andra fågelarter. Bland lätena hörs så väl hårda tjattrande toner som ljusa skall och pip.

## Utbredning och systematik
Himalayatörnskata delas in i två underarter med följande utbredning:
- Lanius tephronotus tephronotus – förekommer från Nepal till Sikkim, Bhutan, norra Indien och västra centrala Kina
- Lanius tephronotus lahulensis – förekommer från norra Kashmir till Ladakh och intilliggande västra Tibet

## Status och hot
Arten har ett stort utbredningsområde och en stor population med stabil utveckling och tros inte vara utsatt för något substantiellt hot. Utifrån dessa kriterier kategoriserar internationella naturvårdsunionen IUCN arten som livskraftig (LC). Världspopulationen har inte uppskattats men den beskrivs som ej ovanlig.

## Levnadssätt
Fågeln hittas i odlingsbygd och buskmarker, i bergstrakter mellan 2200 och 4500 meters höjd. Den lever mestadels av insekter, som gräshoppor, skalbaggar och fjärilslarver, men även små ryggradsdjur.